# Cheiraignotum striolatum
Espèce
Synonymes
- Cheiracanthium striolatum Simon, 1878

Cheiraignotum striolatum est une espèce d'araignées aranéomorphes de la famille des Cheiracanthiidae.

## Distribution
Cette espèce se rencontre en France, en Espagne, au Portugal, en Italie, en Slovénie et en Algérie.

## Description
La carapace du mâle syntype mesure 4 mm de long sur 3 mm et la carapace de la femelle syntype 4,4 mm de long sur 3,4 mm et l'abdomen 6 mm de long sur 4,5 mm.

## Systématique et taxinomie
Cette espèce a été décrite sous le protonyme Cheiracanthium striolatum par Simon en 1878. Elle est placée dans le genre Cheiraignotum par Urones en 2024.

## Publication originale
- Simon, 1878 : Les arachnides de France. Tome quatrième, contenant la famille des Drassidae, Roret, Paris, p. 1-334.